# Catharsis (Nick Magnus)

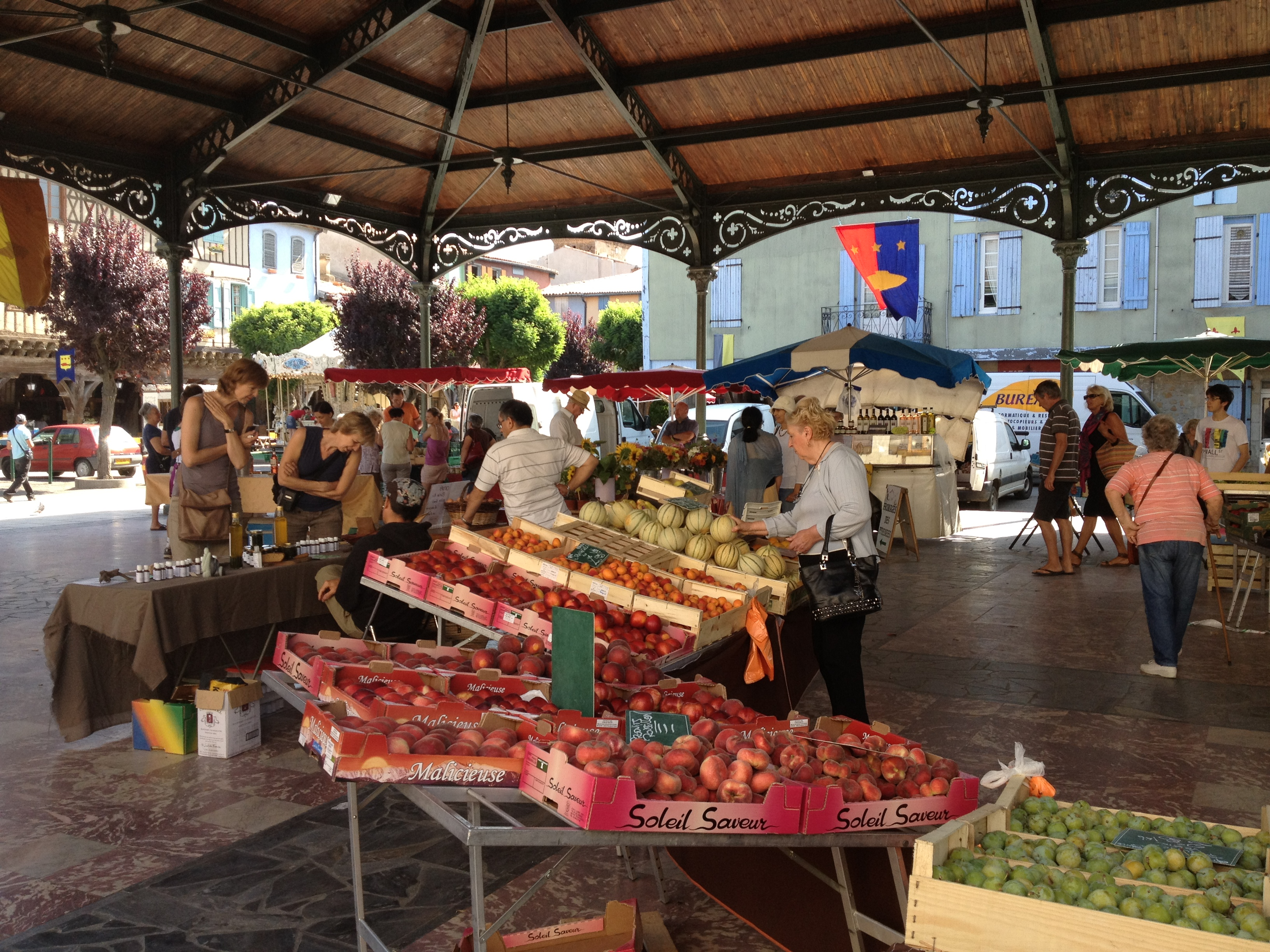
Markt in Mirepoix

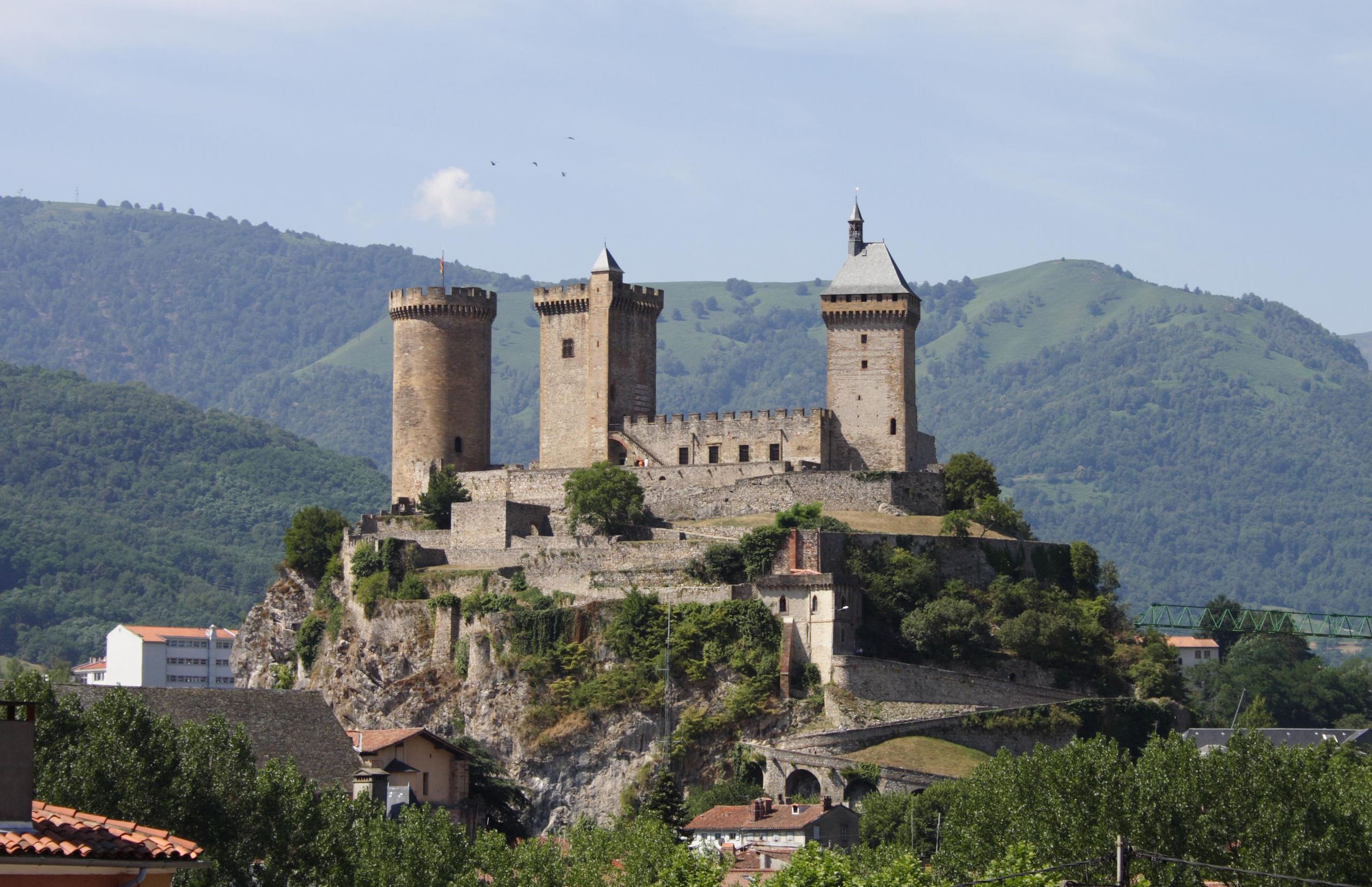
Kasteel met drie torens in Foix

Catharis is een studioalbum van Nick Magnus.
Magnus en ook tekstschrijver Dick Foster lieten zich voor dit album, dat tegen een conceptalbum aanleunt, inspireren door de landstreek Ariège in Frankrijk. Magnus schreef filmische muziek binnen de progressieve rock. De oorspronkelijke uitgave ging vergezeld van een boekwerk en een dvd met uitleg en achtergrondinformatie over de tracks. Ook waren er twee videofilmpjes te zien van twee tracks van het vorig album.

## Musici
- Nick Magnus – alle zang en muziekinstrumenten behalve:
- Andy Neve – zang (1), achtergrondzang (1)
- Dick Foster– achtergrondzang (1, 8)
- Pete Hicks – zang (2) (afkomstig uit de samenstelling uit een vroegere band rondom Steve Hackett)
- Steve Hackett – gitaar (1)
- Tony Patterson – zang (4, 8)
- Steve Unruh – viool (5)
- Amanda Lehman – zang (7) (afkomstig uit de band van Steve Hackett, dochter van Jo Lehmann, vrouw van Hackett)

## Muziek
| Nr. | Titel                    | Duur  |
| --- | ------------------------ | ----- |
| 1.  | Red blood on white stone | 8:47  |
| 2.  | Three tall towers        | 4:56  |
| 3.  | Convivium                | 3:22  |
| 4.  | The devil's bridge       | 4:35  |
| 5.  | The market at Mirepoix   | 4:22  |
| 6.  | Gathering mists          | 2:45  |
| 7.  | A widow in black         | 5:05  |
| 8.  | Mountain mother          | 13:35 |

In Red blood on white stone zijn pastorale klanken te horen, tegenover een wilde en onheilspellende gitaarsolo van Steve Hackett, donkere klanken tegenover rustige passages. Het instrumentale Convivium doet denken aan middeleeuwse muziek.